# Sigle de trei litere de la AAA la DZZ
| Sigle de o literă                       |                               |
| Sigle de două litere                    |                               |
| Sigle de trei litere                    |                               |
| AAA → DZZ EAA → HZZ IAA → LZZ MAA → PZZ | QAA → TZZ UAA → XZZ YAA → ZZZ |
| Sigle de patru litere                   |                               |
| Sigle de cinci litere                   |                               |
| Sigle de șase litere                    |                               |

Această pagină conține tabele a tuturor combinațiilor literelor de la AAA la DZZ, aranjate strict alfabetic. Aceste combinații sunt de tipul [[{{literă}}{{literă}}{{literă}}]], reprezentând o sub-clasă a abrevierilor de trei litere.
Toate combinațiile se găsesc pe pagina care combină cele trei litere ca majuscule. Odată ce pagina va fi fost creată, alte combinații de majuscule și minuscule se pot adăuga paginii.

## A
```
AAA
 
AAB
 
AAC
 
AAD
 
AAE
 
AAF
 
AAG
 
AAH
 
AAI
 
AAJ
 
AAK
 
AAL
 
AAM
 
AAN
 
AAO
 
AAP
 
AAQ
 
AAR
 
AAS
 
AAT
 
AAU
 
AAV
 
AAW
 
AAX
 
AAY
 
AAZ

ABA
 
ABB
 
ABC
 
ABD
 
ABE
 
ABF
 
ABG
 
ABH
 
ABI
 
ABJ
 
ABK
 
ABL
 
ABM
 
ABN
 
ABO
 
ABP
 
ABQ
 
ABR
 
ABS
 
ABT
 
ABU
 
ABV
 
ABW
 
ABX
 
ABY
 
ABZ

ACA
 
ACB
 
ACC
 
ACD
 
ACE
 
ACF
 
ACG
 
ACH
 
ACI
 
ACJ
 
ACK
 
ACL
 
ACM
 
ACN
 
ACO
 
ACP
 
ACQ
 
ACR
 
ACS
 
ACT
 
ACU
 
ACV
 
ACW
 
ACX
 
ACY
 
ACZ

ADA
 
ADB
 
ADC
 
ADD
 
ADE
 
ADF
 
ADG
 
ADH
 
ADI
 
ADJ
 
ADK
 
ADL
 
ADM
 
ADN
 
ADO
 
ADP
 
ADQ
 
ADR
 
ADS
 
ADT
 
ADU
 
ADV
 
ADW
 
ADX
 
ADY
 
ADZ

AEA
 
AEB
 
AEC
 
AED
 
AEE
 
AEF
 
AEG
 
AEH
 
AEI
 
AEJ
 
AEK
 
AEL
 
AEM
 
AEN
 
AEO
 
AEP
 
AEQ
 
AER
 
AES
 
AET
 
AEU
 
AEV
 
AEW
 
AEX
 
AEY
 
AEZ

AFA
 
AFB
 
AFC
 
AFD
 
AFE
 
AFF
 
AFG
 
AFH
 
AFI
 
AFJ
 
AFK
 
AFL
 
AFM
 
AFN
 
AFO
 
AFP
 
AFQ
 
AFR
 
AFS
 
AFT
 
AFU
 
AFV
 
AFW
 
AFX
 
AFY
 
AFZ

AGA
 
AGB
 
AGC
 
AGD
 
AGE
 
AGF
 
AGG
 
AGH
 
AGI
 
AGJ
 
AGK
 
AGL
 
AGM
 
AGN
 
AGO
 
AGP
 
AGQ
 
AGR
 
AGS
 
AGT
 
AGU
 
AGV
 
AGW
 
AGX
 
AGY
 
AGZ

AHA
 
AHB
 
AHC
 
AHD
 
AHE
 
AHF
 
AHG
 
AHH
 
AHI
 
AHJ
 
AHK
 
AHL
 
AHM
 
AHN
 
AHO
 
AHP
 
AHQ
 
AHR
 
AHS
 
AHT
 
AHU
 
AHV
 
AHW
 
AHX
 
AHY
 
AHZ

AIA
 
AIB
 
AIC
 
AID
 
AIE
 
AIF
 
AIG
 
AIH
 
AII
 
AIJ
 
AIK
 
AIL
 
AIM
 
AIN
 
AIO
 
AIP
 
AIQ
 
AIR
 
AIS
 
AIT
 
AIU
 
AIV
 
AIW
 
AIX
 
AIY
 
AIZ

AJA
 
AJB
 
AJC
 
AJD
 
AJE
 
AJF
 
AJG
 
AJH
 
AJI
 
AJJ
 
AJK
 
AJL
 
AJM
 
AJN
 
AJO
 
AJP
 
AJQ
 
AJR
 
AJS
 
AJT
 
AJU
 
AJV
 
AJW
 
AJX
 
AJY
 
AJZ

AKA
 
AKB
 
AKC
 
AKD
 
AKE
 
AKF
 
AKG
 
AKH
 
AKI
 
AKJ
 
AKK
 
AKL
 
AKM
 
AKN
 
AKO
 
AKP
 
AKQ
 
AKR
 
AKS
 
AKT
 
AKU
 
AKV
 
AKW
 
AKX
 
AKY
 
AKZ

ALA
 
ALB
 
ALC
 
ALD
 
ALE
 
ALF
 
ALG
 
ALH
 
ALI
 
ALJ
 
ALK
 
ALL
 
ALM
 
ALN
 
ALO
 
ALP
 
ALQ
 
ALR
 
ALS
 
ALT
 
ALU
 
ALV
 
ALW
 
ALX
 
ALY
 
ALZ

AMA
 
AMB
 
AMC
 
AMD
 
AME
 
AMF
 
AMG
 
AMH
 
AMI
 
AMJ
 
AMK
 
AML
 
AMM
 
AMN
 
AMO
 
AMP
 
AMQ
 
AMR
 
AMS
 
AMT
 
AMU
 
AMV
 
AMW
 
AMX
 
AMY
 
AMZ

ANA
 
ANB
 
ANC
 
AND
 
ANE
 
ANF
 
ANG
 
ANH
 
ANI
 
ANJ
 
ANK
 
ANL
 
ANM
 
ANN
 
ANO
 
ANP
 
ANQ
 
ANR
 
ANS
 
ANT
 
ANU
 
ANV
 
ANW
 
ANX
 
ANY
 
ANZ

AOA
 
AOB
 
AOC
 
AOD
 
AOE
 
AOF
 
AOG
 
AOH
 
AOI
 
AOJ
 
AOK
 
AOL
 
AOM
 
AON
 
AOO
 
AOP
 
AOQ
 
AOR
 
AOS
 
AOT
 
AOU
 
AOV
 
AOW
 
AOX
 
AOY
 
AOZ

APA
 
APB
 
APC
 
APD
 
APE
 
APF
 
APG
 
APH
 
API
 
APJ
 
APK
 
APL
 
APM
 
APN
 
APO
 
APP
 
APQ
 
APR
 
APS
 
APT
 
APU
 
APV
 
APW
 
APX
 
APY
 
APZ

AQA
 
AQB
 
AQC
 
AQD
 
AQE
 
AQF
 
AQG
 
AQH
 
AQI
 
AQJ
 
AQK
 
AQL
 
AQM
 
AQN
 
AQO
 
AQP
 
AQQ
 
AQR
 
AQS
 
AQT
 
AQU
 
AQV
 
AQW
 
AQX
 
AQY
 
AQZ

ARA
 
ARB
 
ARC
 
ARD
 
ARE
 
ARF
 
ARG
 
ARH
 
ARI
 
ARJ
 
ARK
 
ARL
 
ARM
 
ARN
 
ARO
 
ARP
 
ARQ
 
ARR
 
ARS
 
ART
 
ARU
 
ARV
 
ARW
 
ARX
 
ARY
 
ARZ

ASA
 
ASB
 
ASC
 
ASD
 
ASE
 
ASF
 
ASG
 
ASH
 
ASI
 
ASJ
 
ASK
 
ASL
 
ASM
 
ASN
 
ASO
 
ASP
 
ASQ
 
ASR
 
ASS
 
AST
 
ASU
 
ASV
 
ASW
 
ASX
 
ASY
 
ASZ

ATA
 
ATB
 
ATC
 
ATD
 
ATE
 
ATF
 
ATG
 
ATH
 
ATI
 
ATJ
 
ATK
 
ATL
 
ATM
 
ATN
 
ATO
 
ATP
 
ATQ
 
ATR
 
ATS
 
ATT
 
ATU
 
ATV
 
ATW
 
ATX
 
ATY
 
ATZ

AUA
 
AUB
 
AUC
 
AUD
 
AUE
 
AUF
 
AUG
 
AUH
 
AUI
 
AUJ
 
AUK
 
AUL
 
AUM
 
AUN
 
AUO
 
AUP
 
AUQ
 
AUR
 
AUS
 
AUT
 
AUU
 
AUV
 
AUW
 
AUX
 
AUY
 
AUZ

AVA
 
AVB
 
AVC
 
AVD
 
AVE
 
AVF
 
AVG
 
AVH
 
AVI
 
AVJ
 
AVK
 
AVL
 
AVM
 
AVN
 
AVO
 
AVP
 
AVQ
 
AVR
 
AVS
 
AVT
 
AVU
 
AVV
 
AVW
 
AVX
 
AVY
 
AVZ

AWA
 
AWB
 
AWC
 
AWD
 
AWE
 
AWF
 
AWG
 
AWH
 
AWI
 
AWJ
 
AWK
 
AWL
 
AWM
 
AWN
 
AWO
 
AWP
 
AWQ
 
AWR
 
AWS
 
AWT
 
AWU
 
AWV
 
AWW
 
AWX
 
AWY
 
AWZ

AXA
 
AXB
 
AXC
 
AXD
 
AXE
 
AXF
 
AXG
 
AXH
 
AXI
 
AXJ
 
AXK
 
AXL
 
AXM
 
AXN
 
AXO
 
AXP
 
AXQ
 
AXR
 
AXS
 
AXT
 
AXU
 
AXV
 
AXW
 
AXX
 
AXY
 
AXZ

AYA
 
AYB
 
AYC
 
AYD
 
AYE
 
AYF
 
AYG
 
AYH
 
AYI
 
AYJ
 
AYK
 
AYL
 
AYM
 
AYN
 
AYO
 
AYP
 
AYQ
 
AYR
 
AYS
 
AYT
 
AYU
 
AYV
 
AYW
 
AYX
 
AYY
 
AYZ

AZA
 
AZB
 
AZC
 
AZD
 
AZE
 
AZF
 
AZG
 
AZH
 
AZI
 
AZJ
 
AZK
 
AZL
 
AZM
 
AZN
 
AZO
 
AZP
 
AZQ
 
AZR
 
AZS
 
AZT
 
AZU
 
AZV
 
AZW
 
AZX
 
AZY
 
AZZ
```

| Cuprins : | Sus - A B C D | - Jos |

## B
```
BAA
 
BAB
 
BAC
 
BAD
 
BAE
 
BAF
 
BAG
 
BAH
 
BAI
 
BAJ
 
BAK
 
BAL
 
BAM
 
BAN
 
BAO
 
BAP
 
BAQ
 
BAR
 
BAS
 
BAT
 
BAU
 
BAV
 
BAW
 
BAX
 
BAY
 
BAZ

BBA
 
BBB
 
BBC
 
BBD
 
BBE
 
BBF
 
BBG
 
BBH
 
BBI
 
BBJ
 
BBK
 
BBL
 
BBM
 
BBN
 
BBO
 
BBP
 
BBQ
 
BBR
 
BBS
 
BBT
 
BBU
 
BBV
 
BBW
 
BBX
 
BBY
 
BBZ

BCA
 
BCB
 
BCC
 
BCD
 
BCE
 
BCF
 
BCG
 
BCH
 
BCI
 
BCJ
 
BCK
 
BCL
 
BCM
 
BCN
 
BCO
 
BCP
 
BCQ
 
BCR
 
BCS
 
BCT
 
BCU
 
BCV
 
BCW
 
BCX
 
BCY
 
BCZ

BDA
 
BDB
 
BDC
 
BDD
 
BDE
 
BDF
 
BDG
 
BDH
 
BDI
 
BDJ
 
BDK
 
BDL
 
BDM
 
BDN
 
BDO
 
BDP
 
BDQ
 
BDR
 
BDS
 
BDT
 
BDU
 
BDV
 
BDW
 
BDX
 
BDY
 
BDZ

BEA
 
BEB
 
BEC
 
BED
 
BEE
 
BEF
 
BEG
 
BEH
 
BEI
 
BEJ
 
BEK
 
BEL
 
BEM
 
BEN
 
BEO
 
BEP
 
BEQ
 
BER
 
BES
 
BET
 
BEU
 
BEV
 
BEW
 
BEX
 
BEY
 
BEZ

BFA
 
BFB
 
BFC
 
BFD
 
BFE
 
BFF
 
BFG
 
BFH
 
BFI
 
BFJ
 
BFK
 
BFL
 
BFM
 
BFN
 
BFO
 
BFP
 
BFQ
 
BFR
 
BFS
 
BFT
 
BFU
 
BFV
 
BFW
 
BFX
 
BFY
 
BFZ

BGA
 
BGB
 
BGC
 
BGD
 
BGE
 
BGF
 
BGG
 
BGH
 
BGI
 
BGJ
 
BGK
 
BGL
 
BGM
 
BGN
 
BGO
 
BGP
 
BGQ
 
BGR
 
BGS
 
BGT
 
BGU
 
BGV
 
BGW
 
BGX
 
BGY
 
BGZ

BHA
 
BHB
 
BHC
 
BHD
 
BHE
 
BHF
 
BHG
 
BHH
 
BHI
 
BHJ
 
BHK
 
BHL
 
BHM
 
BHN
 
BHO
 
BHP
 
BHQ
 
BHR
 
BHS
 
BHT
 
BHU
 
BHV
 
BHW
 
BHX
 
BHY
 
BHZ

BIA
 
BIB
 
BIC
 
BID
 
BIE
 
BIF
 
BIG
 
BIH
 
BII
 
BIJ
 
BIK
 
BIL
 
BIM
 
BIN
 
BIO
 
BIP
 
BIQ
 
BIR
 
BIS
 
BIT
 
BIU
 
BIV
 
BIW
 
BIX
 
BIY
 
BIZ

BJA
 
BJB
 
BJC
 
BJD
 
BJE
 
BJF
 
BJG
 
BJH
 
BJI
 
BJJ
 
BJK
 
BJL
 
BJM
 
BJN
 
BJO
 
BJP
 
BJQ
 
BJR
 
BJS
 
BJT
 
BJU
 
BJV
 
BJW
 
BJX
 
BJY
 
BJZ

BKA
 
BKB
 
BKC
 
BKD
 
BKE
 
BKF
 
BKG
 
BKH
 
BKI
 
BKJ
 
BKK
 
BKL
 
BKM
 
BKN
 
BKO
 
BKP
 
BKQ
 
BKR
 
BKS
 
BKT
 
BKU
 
BKV
 
BKW
 
BKX
 
BKY
 
BKZ

BLA
 
BLB
 
BLC
 
BLD
 
BLE
 
BLF
 
BLG
 
BLH
 
BLI
 
BLJ
 
BLK
 
BLL
 
BLM
 
BLN
 
BLO
 
BLP
 
BLQ
 
BLR
 
BLS
 
BLT
 
BLU
 
BLV
 
BLW
 
BLX
 
BLY
 
BLZ

BMA
 
BMB
 
BMC
 
BMD
 
BME
 
BMF
 
BMG
 
BMH
 
BMI
 
BMJ
 
BMK
 
BML
 
BMM
 
BMN
 
BMO
 
BMP
 
BMQ
 
BMR
 
BMS
 
BMT
 
BMU
 
BMV
 
BMW
 
BMX
 
BMY
 
BMZ

BNA
 
BNB
 
BNC
 
BND
 
BNE
 
BNF
 
BNG
 
BNH
 
BNI
 
BNJ
 
BNK
 
BNL
 
BNM
 
BNN
 
BNO
 
BNP
 
BNQ
 
BNR
 
BNS
 
BNT
 
BNU
 
BNV
 
BNW
 
BNX
 
BNY
 
BNZ

BOA
 
BOB
 
BOC
 
BOD
 
BOE
 
BOF
 
BOG
 
BOH
 
BOI
 
BOJ
 
BOK
 
BOL
 
BOM
 
BON
 
BOO
 
BOP
 
BOQ
 
BOR
 
BOS
 
BOT
 
BOU
 
BOV
 
BOW
 
BOX
 
BOY
 
BOZ

BPA
 
BPB
 
BPC
 
BPD
 
BPE
 
BPF
 
BPG
 
BPH
 
BPI
 
BPJ
 
BPK
 
BPL
 
BPM
 
BPN
 
BPO
 
BPP
 
BPQ
 
BPR
 
BPS
 
BPT
 
BPU
 
BPV
 
BPW
 
BPX
 
BPY
 
BPZ

BQA
 
BQB
 
BQC
 
BQD
 
BQE
 
BQF
 
BQG
 
BQH
 
BQI
 
BQJ
 
BQK
 
BQL
 
BQM
 
BQN
 
BQO
 
BQP
 
BQQ
 
BQR
 
BQS
 
BQT
 
BQU
 
BQV
 
BQW
 
BQX
 
BQY
 
BQZ

BRA
 
BRB
 
BRC
 
BRD
 
BRE
 
BRF
 
BRG
 
BRH
 
BRI
 
BRJ
 
BRK
 
BRL
 
BRM
 
BRN
 
BRO
 
BRP
 
BRQ
 
BRR
 
BRS
 
BRT
 
BRU
 
BRV
 
BRW
 
BRX
 
BRY
 
BRZ

BSA
 
BSB
 
BSC
 
BSD
 
BSE
 
BSF
 
BSG
 
BSH
 
BSI
 
BSJ
 
BSK
 
BSL
 
BSM
 
BSN
 
BSO
 
BSP
 
BSQ
 
BSR
 
BSS
 
BST
 
BSU
 
BSV
 
BSW
 
BSX
 
BSY
 
BSZ

BTA
 
BTB
 
BTC
 
BTD
 
BTE
 
BTF
 
BTG
 
BTH
 
BTI
 
BTJ
 
BTK
 
BTL
 
BTM
 
BTN
 
BTO
 
BTP
 
BTQ
 
BTR
 
BTS
 
BTT
 
BTU
 
BTV
 
BTW
 
BTX
 
BTY
 
BTZ

BUA
 
BUB
 
BUC
 
BUD
 
BUE
 
BUF
 
BUG
 
BUH
 
BUI
 
BUJ
 
BUK
 
BUL
 
BUM
 
BUN
 
BUO
 
BUP
 
BUQ
 
BUR
 
BUS
 
BUT
 
BUU
 
BUV
 
BUW
 
BUX
 
BUY
 
BUZ

BVA
 
BVB
 
BVC
 
BVD
 
BVE
 
BVF
 
BVG
 
BVH
 
BVI
 
BVJ
 
BVK
 
BVL
 
BVM
 
BVN
 
BVO
 
BVP
 
BVQ
 
BVR
 
BVS
 
BVT
 
BVU
 
BVV
 
BVW
 
BVX
 
BVY
 
BVZ

BWA
 
BWB
 
BWC
 
BWD
 
BWE
 
BWF
 
BWG
 
BWH
 
BWI
 
BWJ
 
BWK
 
BWL
 
BWM
 
BWN
 
BWO
 
BWP
 
BWQ
 
BWR
 
BWS
 
BWT
 
BWU
 
BWV
 
BWW
 
BWX
 
BWY
 
BWZ

BXA
 
BXB
 
BXC
 
BXD
 
BXE
 
BXF
 
BXG
 
BXH
 
BXI
 
BXJ
 
BXK
 
BXL
 
BXM
 
BXN
 
BXO
 
BXP
 
BXQ
 
BXR
 
BXS
 
BXT
 
BXU
 
BXV
 
BXW
 
BXX
 
BXY
 
BXZ

BYA
 
BYB
 
BYC
 
BYD
 
BYE
 
BYF
 
BYG
 
BYH
 
BYI
 
BYJ
 
BYK
 
BYL
 
BYM
 
BYN
 
BYO
 
BYP
 
BYQ
 
BYR
 
BYS
 
BYT
 
BYU
 
BYV
 
BYW
 
BYX
 
BYY
 
BYZ

BZA
 
BZB
 
BZC
 
BZD
 
BZE
 
BZF
 
BZG
 
BZH
 
BZI
 
BZJ
 
BZK
 
BZL
 
BZM
 
BZN
 
BZO
 
BZP
 
BZQ
 
BZR
 
BZS
 
BZT
 
BZU
 
BZV
 
BZW
 
BZX
 
BZY
 
BZZ
```

| Cuprins : | Sus - A B C D | - Jos |

## C
```
CAA
 
CAB
 
CAC
 
CAD
 
CAE
 
CAF
 
CAG
 
CAH
 
CAI
 
CAJ
 
CAK
 
CAL
 
CAM
 
CAN
 
CAO
 
CAP
 
CAQ
 
CAR
 
CAS
 
CAT
 
CAU
 
CAV
 
CAW
 
CAX
 
CAY
 
CAZ

CBA
 
CBB
 
CBC
 
CBD
 
CBE
 
CBF
 
CBG
 
CBH
 
CBI
 
CBJ
 
CBK
 
CBL
 
CBM
 
CBN
 
CBO
 
CBP
 
CBQ
 
CBR
 
CBS
 
CBT
 
CBU
 
CBV
 
CBW
 
CBX
 
CBY
 
CBZ

CCA
 
CCB
 
CCC
 
CCD
 
CCE
 
CCF
 
CCG
 
CCH
 
CCI
 
CCJ
 
CCK
 
CCL
 
CCM
 
CCN
 
CCO
 
CCP
 
CCQ
 
CCR
 
CCS
 
CCT
 
CCU
 
CCV
 
CCW
 
CCX
 
CCY
 
CCZ

CDA
 
CDB
 
CDC
 
CDD
 
CDE
 
CDF
 
CDG
 
CDH
 
CDI
 
CDJ
 
CDK
 
CDL
 
CDM
 
CDN
 
CDO
 
CDP
 
CDQ
 
CDR
 
CDS
 
CDT
 
CDU
 
CDV
 
CDW
 
CDX
 
CDY
 
CDZ

CEA
 
CEB
 
CEC
 
CED
 
CEE
 
CEF
 
CEG
 
CEH
 
CEI
 
CEJ
 
CEK
 
CEL
 
CEM
 
CEN
 
CEO
 
CEP
 
CEQ
 
CER
 
CES
 
CET
 
CEU
 
CEV
 
CEW
 
CEX
 
CEY
 
CEZ

CFA
 
CFB
 
CFC
 
CFD
 
CFE
 
CFF
 
CFG
 
CFH
 
CFI
 
CFJ
 
CFK
 
CFL
 
CFM
 
CFN
 
CFO
 
CFP
 
CFQ
 
CFR
 
CFS
 
CFT
 
CFU
 
CFV
 
CFW
 
CFX
 
CFY
 
CFZ

CGA
 
CGB
 
CGC
 
CGD
 
CGE
 
CGF
 
CGG
 
CGH
 
CGI
 
CGJ
 
CGK
 
CGL
 
CGM
 
CGN
 
CGO
 
CGP
 
CGQ
 
CGR
 
CGS
 
CGT
 
CGU
 
CGV
 
CGW
 
CGX
 
CGY
 
CGZ

CHA
 
CHB
 
CHC
 
CHD
 
CHE
 
CHF
 
CHG
 
CHH
 
CHI
 
CHJ
 
CHK
 
CHL
 
CHM
 
CHN
 
CHO
 
CHP
 
CHQ
 
CHR
 
CHS
 
CHT
 
CHU
 
CHV
 
CHW
 
CHX
 
CHY
 
CHZ

CIA
 
CIB
 
CIC
 
CID
 
CIE
 
CIF
 
CIG
 
CIH
 
CII
 
CIJ
 
CIK
 
CIL
 
CIM
 
CIN
 
CIO
 
CIP
 
CIQ
 
CIR
 
CIS
 
CIT
 
CIU
 
CIV
 
CIW
 
CIX
 
CIY
 
CIZ

CJA
 
CJB
 
CJC
 
CJD
 
CJE
 
CJF
 
CJG
 
CJH
 
CJI
 
CJJ
 
CJK
 
CJL
 
CJM
 
CJN
 
CJO
 
CJP
 
CJQ
 
CJR
 
CJS
 
CJT
 
CJU
 
CJV
 
CJW
 
CJX
 
CJY
 
CJZ

CKA
 
CKB
 
CKC
 
CKD
 
CKE
 
CKF
 
CKG
 
CKH
 
CKI
 
CKJ
 
CKK
 
CKL
 
CKM
 
CKN
 
CKO
 
CKP
 
CKQ
 
CKR
 
CKS
 
CKT
 
CKU
 
CKV
 
CKW
 
CKX
 
CKY
 
CKZ

CLA
 
CLB
 
CLC
 
CLD
 
CLE
 
CLF
 
CLG
 
CLH
 
CLI
 
CLJ
 
CLK
 
CLL
 
CLM
 
CLN
 
CLO
 
CLP
 
CLQ
 
CLR
 
CLS
 
CLT
 
CLU
 
CLV
 
CLW
 
CLX
 
CLY
 
CLZ

CMA
 
CMB
 
CMC
 
CMD
 
CME
 
CMF
 
CMG
 
CMH
 
CMI
 
CMJ
 
CMK
 
CML
 
CMM
 
CMN
 
CMO
 
CMP
 
CMQ
 
CMR
 
CMS
 
CMT
 
CMU
 
CMV
 
CMW
 
CMX
 
CMY
 
CMZ

CNA
 
CNB
 
CNC
 
CND
 
CNE
 
CNF
 
CNG
 
CNH
 
CNI
 
CNJ
 
CNK
 
CNL
 
CNM
 
CNN
 
CNO
 
CNP
 
CNQ
 
CNR
 
CNS
 
CNT
 
CNU
 
CNV
 
CNW
 
CNX
 
CNY
 
CNZ

COA
 
COB
 
COC
 
COD
 
COE
 
COF
 
COG
 
COH
 
COI
 
COJ
 
COK
 
COL
 
COM
 
CON
 
COO
 
COP
 
COQ
 
COR
 
COS
 
COT
 
COU
 
COV
 
COW
 
COX
 
COY
 
COZ

CPA
 
CPB
 
CPC
 
CPD
 
CPE
 
CPF
 
CPG
 
CPH
 
CPI
 
CPJ
 
CPK
 
CPL
 
CPM
 
CPN
 
CPO
 
CPP
 
CPQ
 
CPR
 
CPS
 
CPT
 
CPU
 
CPV
 
CPW
 
CPX
 
CPY
 
CPZ

CQA
 
CQB
 
CQC
 
CQD
 
CQE
 
CQF
 
CQG
 
CQH
 
CQI
 
CQJ
 
CQK
 
CQL
 
CQM
 
CQN
 
CQO
 
CQP
 
CQQ
 
CQR
 
CQS
 
CQT
 
CQU
 
CQV
 
CQW
 
CQX
 
CQY
 
CQZ

CRA
 
CRB
 
CRC
 
CRD
 
CRE
 
CRF
 
CRG
 
CRH
 
CRI
 
CRJ
 
CRK
 
CRL
 
CRM
 
CRN
 
CRO
 
CRP
 
CRQ
 
CRR
 
CRS
 
CRT
 
CRU
 
CRV
 
CRW
 
CRX
 
CRY
 
CRZ

CSA
 
CSB
 
CSC
 
CSD
 
CSE
 
CSF
 
CSG
 
CSH
 
CSI
 
CSJ
 
CSK
 
CSL
 
CSM
 
CSN
 
CSO
 
CSP
 
CSQ
 
CSR
 
CSS
 
CST
 
CSU
 
CSV
 
CSW
 
CSX
 
CSY
 
CSZ

CTA
 
CTB
 
CTC
 
CTD
 
CTE
 
CTF
 
CTG
 
CTH
 
CTI
 
CTJ
 
CTK
 
CTL
 
CTM
 
CTN
 
CTO
 
CTP
 
CTQ
 
CTR
 
CTS
 
CTT
 
CTU
 
CTV
 
CTW
 
CTX
 
CTY
 
CTZ

CUA
 
CUB
 
CUC
 
CUD
 
CUE
 
CUF
 
CUG
 
CUH
 
CUI
 
CUJ
 
CUK
 
CUL
 
CUM
 
CUN
 
CUO
 
CUP
 
CUQ
 
CUR
 
CUS
 
CUT
 
CUU
 
CUV
 
CUW
 
CUX
 
CUY
 
CUZ

CVA
 
CVB
 
CVC
 
CVD
 
CVE
 
CVF
 
CVG
 
CVH
 
CVI
 
CVJ
 
CVK
 
CVL
 
CVM
 
CVN
 
CVO
 
CVP
 
CVQ
 
CVR
 
CVS
 
CVT
 
CVU
 
CVV
 
CVW
 
CVX
 
CVY
 
CVZ

CWA
 
CWB
 
CWC
 
CWD
 
CWE
 
CWF
 
CWG
 
CWH
 
CWI
 
CWJ
 
CWK
 
CWL
 
CWM
 
CWN
 
CWO
 
CWP
 
CWQ
 
CWR
 
CWS
 
CWT
 
CWU
 
CWV
 
CWW
 
CWX
 
CWY
 
CWZ

CXA
 
CXB
 
CXC
 
CXD
 
CXE
 
CXF
 
CXG
 
CXH
 
CXI
 
CXJ
 
CXK
 
CXL
 
CXM
 
CXN
 
CXO
 
CXP
 
CXQ
 
CXR
 
CXS
 
CXT
 
CXU
 
CXV
 
CXW
 
CXX
 
CXY
 
CXZ

CYA
 
CYB
 
CYC
 
CYD
 
CYE
 
CYF
 
CYG
 
CYH
 
CYI
 
CYJ
 
CYK
 
CYL
 
CYM
 
CYN
 
CYO
 
CYP
 
CYQ
 
CYR
 
CYS
 
CYT
 
CYU
 
CYV
 
CYW
 
CYX
 
CYY
 
CYZ

CZA
 
CZB
 
CZC
 
CZD
 
CZE
 
CZF
 
CZG
 
CZH
 
CZI
 
CZJ
 
CZK
 
CZL
 
CZM
 
CZN
 
CZO
 
CZP
 
CZQ
 
CZR
 
CZS
 
CZT
 
CZU
 
CZV
 
CZW
 
CZX
 
CZY
 
CZZ
```

| Cuprins : | Sus - A B C D | - Jos |

## D
```
DAA
 
DAB
 
DAC
 
DAD
 
DAE
 
DAF
 
DAG
 
DAH
 
DAI
 
DAJ
 
DAK
 
DAL
 
DAM
 
DAN
 
DAO
 
DAP
 
DAQ
 
DAR
 
DAS
 
DAT
 
DAU
 
DAV
 
DAW
 
DAX
 
DAY
 
DAZ

DBA
 
DBB
 
DBC
 
DBD
 
DBE
 
DBF
 
DBG
 
DBH
 
DBI
 
DBJ
 
DBK
 
DBL
 
DBM
 
DBN
 
DBO
 
DBP
 
DBQ
 
DBR
 
DBS
 
DBT
 
DBU
 
DBV
 
DBW
 
DBX
 
DBY
 
DBZ

DCA
 
DCB
 
DCC
 
DCD
 
DCE
 
DCF
 
DCG
 
DCH
 
DCI
 
DCJ
 
DCK
 
DCL
 
DCM
 
DCN
 
DCO
 
DCP
 
DCQ
 
DCR
 
DCS
 
DCT
 
DCU
 
DCV
 
DCW
 
DCX
 
DCY
 
DCZ

DDA
 
DDB
 
DDC
 
DDD
 
DDE
 
DDF
 
DDG
 
DDH
 
DDI
 
DDJ
 
DDK
 
DDL
 
DDM
 
DDN
 
DDO
 
DDP
 
DDQ
 
DDR
 
DDS
 
DDT
 
DDU
 
DDV
 
DDW
 
DDX
 
DDY
 
DDZ

DEA
 
DEB
 
DEC
 
DED
 
DEE
 
DEF
 
DEG
 
DEH
 
DEI
 
DEJ
 
DEK
 
DEL
 
DEM
 
DEN
 
DEO
 
DEP
 
DEQ
 
DER
 
DES
 
DET
 
DEU
 
DEV
 
DEW
 
DEX
 
DEY
 
DEZ

DFA
 
DFB
 
DFC
 
DFD
 
DFE
 
DFF
 
DFG
 
DFH
 
DFI
 
DFJ
 
DFK
 
DFL
 
DFM
 
DFN
 
DFO
 
DFP
 
DFQ
 
DFR
 
DFS
 
DFT
 
DFU
 
DFV
 
DFW
 
DFX
 
DFY
 
DFZ

DGA
 
DGB
 
DGC
 
DGD
 
DGE
 
DGF
 
DGG
 
DGH
 
DGI
 
DGJ
 
DGK
 
DGL
 
DGM
 
DGN
 
DGO
 
DGP
 
DGQ
 
DGR
 
DGS
 
DGT
 
DGU
 
DGV
 
DGW
 
DGX
 
DGY
 
DGZ

DHA
 
DHB
 
DHC
 
DHD
 
DHE
 
DHF
 
DHG
 
DHH
 
DHI
 
DHJ
 
DHK
 
DHL
 
DHM
 
DHN
 
DHO
 
DHP
 
DHQ
 
DHR
 
DHS
 
DHT
 
DHU
 
DHV
 
DHW
 
DHX
 
DHY
 
DHZ

DIA
 
DIB
 
DIC
 
DID
 
DIE
 
DIF
 
DIG
 
DIH
 
DII
 
DIJ
 
DIK
 
DIL
 
DIM
 
DIN
 
DIO
 
DIP
 
DIQ
 
DIR
 
DIS
 
DIT
 
DIU
 
DIV
 
DIW
 
DIX
 
DIY
 
DIZ

DJA
 
DJB
 
DJC
 
DJD
 
DJE
 
DJF
 
DJG
 
DJH
 
DJI
 
DJJ
 
DJK
 
DJL
 
DJM
 
DJN
 
DJO
 
DJP
 
DJQ
 
DJR
 
DJS
 
DJT
 
DJU
 
DJV
 
DJW
 
DJX
 
DJY
 
DJZ

DKA
 
DKB
 
DKC
 
DKD
 
DKE
 
DKF
 
DKG
 
DKH
 
DKI
 
DKJ
 
DKK
 
DKL
 
DKM
 
DKN
 
DKO
 
DKP
 
DKQ
 
DKR
 
DKS
 
DKT
 
DKU
 
DKV
 
DKW
 
DKX
 
DKY
 
DKZ

DLA
 
DLB
 
DLC
 
DLD
 
DLE
 
DLF
 
DLG
 
DLH
 
DLI
 
DLJ
 
DLK
 
DLL
 
DLM
 
DLN
 
DLO
 
DLP
 
DLQ
 
DLR
 
DLS
 
DLT
 
DLU
 
DLV
 
DLW
 
DLX
 
DLY
 
DLZ

DMA
 
DMB
 
DMC
 
DMD
 
DME
 
DMF
 
DMG
 
DMH
 
DMI
 
DMJ
 
DMK
 
DML
 
DMM
 
DMN
 
DMO
 
DMP
 
DMQ
 
DMR
 
DMS
 
DMT
 
DMU
 
DMV
 
DMW
 
DMX
 
DMY
 
DMZ

DNA
 
DNB
 
DNC
 
DND
 
DNE
 
DNF
 
DNG
 
DNH
 
DNI
 
DNJ
 
DNK
 
DNL
 
DNM
 
DNN
 
DNO
 
DNP
 
DNQ
 
DNR
 
DNS
 
DNT
 
DNU
 
DNV
 
DNW
 
DNX
 
DNY
 
DNZ

DOA
 
DOB
 
DOC
 
DOD
 
DOE
 
DOF
 
DOG
 
DOH
 
DOI
 
DOJ
 
DOK
 
DOL
 
DOM
 
DON
 
DOO
 
DOP
 
DOQ
 
DOR
 
DOS
 
DOT
 
DOU
 
DOV
 
DOW
 
DOX
 
DOY
 
DOZ

DPA
 
DPB
 
DPC
 
DPD
 
DPE
 
DPF
 
DPG
 
DPH
 
DPI
 
DPJ
 
DPK
 
DPL
 
DPM
 
DPN
 
DPO
 
DPP
 
DPQ
 
DPR
 
DPS
 
DPT
 
DPU
 
DPV
 
DPW
 
DPX
 
DPY
 
DPZ

DQA
 
DQB
 
DQC
 
DQD
 
DQE
 
DQF
 
DQG
 
DQH
 
DQI
 
DQJ
 
DQK
 
DQL
 
DQM
 
DQN
 
DQO
 
DQP
 
DQQ
 
DQR
 
DQS
 
DQT
 
DQU
 
DQV
 
DQW
 
DQX
 
DQY
 
DQZ

DRA
 
DRB
 
DRC
 
DRD
 
DRE
 
DRF
 
DRG
 
DRH
 
DRI
 
DRJ
 
DRK
 
DRL
 
DRM
 
DRN
 
DRO
 
DRP
 
DRQ
 
DRR
 
DRS
 
DRT
 
DRU
 
DRV
 
DRW
 
DRX
 
DRY
 
DRZ

DSA
 
DSB
 
DSC
 
DSD
 
DSE
 
DSF
 
DSG
 
DSH
 
DSI
 
DSJ
 
DSK
 
DSL
 
DSM
 
DSN
 
DSO
 
DSP
 
DSQ
 
DSR
 
DSS
 
DST
 
DSU
 
DSV
 
DSW
 
DSX
 
DSY
 
DSZ

DTA
 
DTB
 
DTC
 
DTD
 
DTE
 
DTF
 
DTG
 
DTH
 
DTI
 
DTJ
 
DTK
 
DTL
 
DTM
 
DTN
 
DTO
 
DTP
 
DTQ
 
DTR
 
DTS
 
DTT
 
DTU
 
DTV
 
DTW
 
DTX
 
DTY
 
DTZ

DUA
 
DUB
 
DUC
 
DUD
 
DUE
 
DUF
 
DUG
 
DUH
 
DUI
 
DUJ
 
DUK
 
DUL
 
DUM
 
DUN
 
DUO
 
DUP
 
DUQ
 
DUR
 
DUS
 
DUT
 
DUU
 
DUV
 
DUW
 
DUX
 
DUY
 
DUZ

DVA
 
DVB
 
DVC
 
DVD
 
DVE
 
DVF
 
DVG
 
DVH
 
DVI
 
DVJ
 
DVK
 
DVL
 
DVM
 
DVN
 
DVO
 
DVP
 
DVQ
 
DVR
 
DVS
 
DVT
 
DVU
 
DVV
 
DVW
 
DVX
 
DVY
 
DVZ

DWA
 
DWB
 
DWC
 
DWD
 
DWE
 
DWF
 
DWG
 
DWH
 
DWI
 
DWJ
 
DWK
 
DWL
 
DWM
 
DWN
 
DWO
 
DWP
 
DWQ
 
DWR
 
DWS
 
DWT
 
DWU
 
DWV
 
DWW
 
DWX
 
DWY
 
DWZ

DXA
 
DXB
 
DXC
 
DXD
 
DXE
 
DXF
 
DXG
 
DXH
 
DXI
 
DXJ
 
DXK
 
DXL
 
DXM
 
DXN
 
DXO
 
DXP
 
DXQ
 
DXR
 
DXS
 
DXT
 
DXU
 
DXV
 
DXW
 
DXX
 
DXY
 
DXZ

DYA
 
DYB
 
DYC
 
DYD
 
DYE
 
DYF
 
DYG
 
DYH
 
DYI
 
DYJ
 
DYK
 
DYL
 
DYM
 
DYN
 
DYO
 
DYP
 
DYQ
 
DYR
 
DYS
 
DYT
 
DYU
 
DYV
 
DYW
 
DYX
 
DYY
 
DYZ

DZA
 
DZB
 
DZC
 
DZD
 
DZE
 
DZF
 
DZG
 
DZH
 
DZI
 
DZJ
 
DZK
 
DZL
 
DZM
 
DZN
 
DZO
 
DZP
 
DZQ
 
DZR
 
DZS
 
DZT
 
DZU
 
DZV
 
DZW
 
DZX
 
DZY
 
DZZ
```

| Cuprins : | Sus - A B C D | - Jos |